# Хардкор пънк
Хардкор пънк (или само хардкор) е стил в музиката и отделна субкултура, произлизащ от американската и британските пънк сцени в края на 70-те. Той е по-простият, бърз и гневен събрат на класическия пънк, като с течението на времето е стигнал развитие и свързване с много други жанрове и подстилове. Темите засегнати в песните биват най-разнообразни – политика, религия, социална несправедливост, расизъм, сексизъм, вегетарианство/веганство, стрейт едж, война, положението на самата субкултура, а в някои групи дори окултизъм и мистицизъм.

## Класически хардкор пънк (1978 – 1986 г.)
Хардкорът възниква като отговор на социалното положение в САЩ към края на 70-те. За родно място на субкултурата са сочени спокойните предградия на всички големи градове в Америка, без да се изключват и бедните, опасни квартали на Ню Йорк, Детройт и т.н.
Първите банди от този период носят типичния за културата D.I.Y. (Do It Yourself – Направи си сам) манталитет. Той се изразява в издаването на зинове и дискове, организирането на концерти и поддържането на банди, без намесата на големи звукозаписни компании. Едно от основните имена в пънк сцената в началото на 80-те е безспорно Bad Brains, за които се казва, че с всеки концерт променяли стотици човешки съдби. Уникалното при тази група, освен техните емоционални и внушителни изпълнения и вкарването на реге елементи, е това, че всички членове на групата са афроамериканци. Тяхната музика повлиява в широк аспект на цялата източнокрайбрежна пънк сцена – най-вече във Вашингтон и Ню Йорк. В същото време по западното крайбрежие пънк сцената е в разцвета си. Въпреки липсата на силна урбанизирана среда, каквато може да се срещне в Ню Йорк, в покрайнините на Лос Анджелис и Ориндж Каунти се появяват едни от най-обичаните и известни хардкор банди, а именно Black Flag, а по-късно и The Circle Jerks. Black Flag са абсолютен феномен. Съчетавайки пънк етиката, бързите рифове и хоровите напеви, групата за бързо време успява да се сдобие с широка фенска маса почти във всички краища на САЩ и е една от най-бързо развиващите се банди в сцената. В по-късните години на съществуването си, групата привлича вокалиста на стрейт едж пънк бандата State Of Alert – Хенри Ролинс, който е един от най-известните представители на сцената. Концертите са съпроводени със страшно много насилие и агресивно взаимоотношение между публика-група и в чести случаи – полиция. Агресивното поведение на групите бързо се предава към публиката, което преминава от типичния пънкарски пого танц към по-бързия, брутален и неконтролируем мош. Повратна точка в хардкор сцената от началото на 80-те е появата на група Minor Threat, чиито членове преди това са свирили под името The Teen Idles. Основно лице на групата е Иън Макей, който, смятайки, че сцената върви към своето самоунищожение чрез злоупотребата с алкохол, написва песните "Out Of Step" и "Straight Edge", създавайки субкултурен феномен, известен под името „стрейт едж“ – целенасочено отказване от всички вредни субстанции като алкохол, цигари и наркотици. И докато в началото Minor Threat просто изказват своето виждане за нещата, идеите им биват възприети от по-агресивно настроените групи в Бостън като Social System Decontrol (SSD), DYS и Negative FX, които често създавали проблеми на неприемащите стрейт едж идеологията хардкор младежи. Наред с тях се появяват и страшно много по-експериментални и мелодични банди като Mission Of Burma, Flipper и Hüsker Dü. Към средата на 80-те, нюйоркската сцена бележи огромен подем, особено повлияните от траш метъла и ой музиката банди като Agnostic Front, Cro-Mags, Leeway и Iron Cross, които и до днес се сочат за еталон в жанра. Към края на 1986 повечето хардкор пънк банди или променят стила си към по метъл звучене, като Black Flag, DYS, или се разпадат.
Отделно в Англия социалното положение намира отклик в банди като Amebix, Discharge, Varukers и Chaos UK, които са представители на UK Hardcore вълната от началото на 80-те. Тяхното мрачно и апокалиптично звучене полага основите на европейските crust и d-beat стилове.

## Youth Crew Хардкор (1986 – 1990 г.)
Новото поколение хардкор хлапета в САЩ идват предимно от семейства средна класа и страстта им по стари банди като Minor Threat дълго е възпирана, тъй като повечето от тях са под 21-годишна възраст (легалната възраст за консумиране на алкохол в САЩ) и често не били допускани в клубовете, където свирели любимите им групи. Решението било да се слагат х-ове по ръцете на малолетните, за да не им се сервира алкохол. С все по-силното навлизане на стрейт едж-а, х-овете по ръцете се превръщат в символ на отдаденост и уважение към тази субкултура. Повечето хлапета, които са на по 15 – 16 години основават собствени социални групи от приятели известни като „ют крю“ (youth crew – младежки екип), а техният манталитет е отразен в много банди, представляващи този период. Основното нещо, което отличава ют крю бандите от старите хардкор пънк е по-бързото и траш-повлияно звучене на песните, съпроводено с насечени рифове и хорове. Друго важно нещо е външният вид – ют крю поддръжниците не носят кубинки и тесни дънки като старите хардкор пънкове, а вместо това са с много къси – военни прически, тениски и суичъри на любимите си групи, къси гащи или средно-широки дънки, завършващи с високи кецове, най-често Найк или Ванс. Текстовете на песните засягат предимно социалното положение в страната както и положението на самата хардкор субкултура. За основна група в поджанра се сочат Youth Of Today, чийто вокалист Рей Капо, за пръв път обръща внимание на правата на животните и открито говори и пее за вегетарианство и веганизъм, както и за алтернативна религия – Кришнарство. Стрейт Едж е една от най-основните теми засягани в ют крю банди като Insted, Bold и техният култов химн „Nailed To The X“, Gorilla Biscuits, Chain Of Strength, които изпяват култовото „True Till Death“, Inside Out, със сегашния вокалист на Rage Against The Machine – Зак Де Ла Роха както и по-агресивно настроените Judge, Project X и бостънците Slapshot. Youth crew бандите са мразени от мнозина, най-вече защото се смятало, че внасят смут в сцената, а въпросните ют крю-та привличали само агресивни хлапета, които създавали проблеми и нападали физически, тези които не били съгласни с идеите им. Друга причина за силната неприязън към този род групи е обявяването им за „позьори“ от множество хардкор хлапета, след като голяма част от тези групи скъскват със стрейт едж-а, както правят Gorilla Biscuits и Chain Of Strength.

## New School Hardcore (1990 – 1998 г.)
С постоянното развитие на хардкора и идва и тенденцията за метализиране на пънкарския звук. Точно тази тенденция полага основите на ню скуул хардкора, който години по-късно прераства в метълкор. Редица стари банди като Judge, Cro-Mags, Leeway и Agnostic Front имат открити траш метъл влияния в музиката си, а това от своя страна повлиява по-новите банди изникващи на хоризонта. Една от най-значимите хардкор банди от края на 80-те и началото на 90-те е кливлъндската формация Integrity (преди известни като Die Hard), чиито членове повлияни от негативния и мрачен подход на Judge, стигат до нови крайности като вкарват открито тежки, насечени части наред с бързите хардкор рифове, съчетани с китарни сола. Промяната не е само в чисто музикален аспект. Това, което истински шокира свикналите да слушат за крю-та и политика хлапета, са текстовете на групата, които представляват чисто апокалиптични виждания за края на света и навлизането на чудовищни демони в нашия свят. Друго голямо име са Earth Crisis от Сиракуза, които са първата изцяло веган стрейт едж ориентирана банда, която да придобие световна фенска база.